# Skanzen Zichpil
Skanzen Zichpil se nachází v Humpolci ve čtvrti Zichpil, rozkládající se mezi hřbitovem a Horním náměstím. Od roku 2010 je Nápravníkovo stavení chráněno jako kulturní památka. Památkově chráněna je také toleranční modlitebna.

## Historie
Skanzen Zichpil se skládá z posledního původního obydlí čtvrti Zichpil, tzv. Nápravníkova stavení. Jeho majitelem se v roce 2009 stalo město Humpolec, které se ihned pustilo do rekonstrukce. V současné době je ve správě společnosti Castrum o.p.s., která již spravuje nedaleký hrad Orlík. K otevření zrekonstruovaného stavení přeměněného na skanzen došlo červenci 2012. Vlastní objekt je zároveň posledním dokladem osídlení tzv. Starého Humpolce v 18. století. Součástí skanzenu je také nedaleký toleranční kostelík.

## Prohlídka

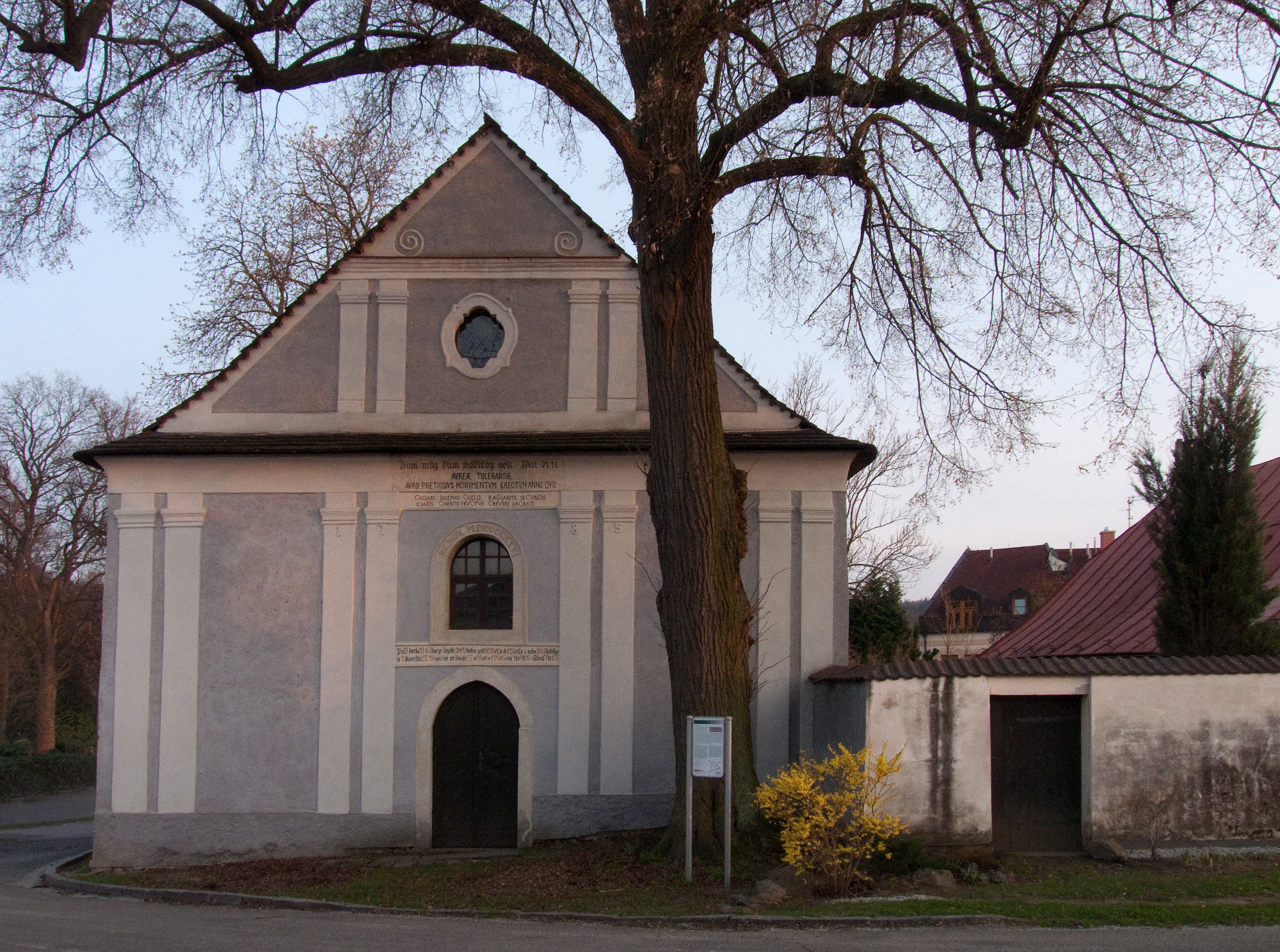
Toleranční modlitebna

Celá prohlídka začíná v Nápravníkově stavení, kde se návštěvníci seznámí s historií osídlení Humpolecka, Humpolce i vlastního Zichpilu. Další část expozice se zaměřuje na popis života místních obyvatel na přelomu 19. a 20. století a také se zdejší lidovou tvořivostí. Expozice v dobově zařízené toleranční modlitebně je pak věnována soužití katolíků, evangelíků a Židů ve městě.